# Aaron Abeyta
Aaron Abeyta, mais conhecido pela sua alcunha El Hefe ou Hefe de El Jefe (O Chefe, em castelhano) é um dos guitarristas da banda americana de punk rock NOFX.
El Hefe foi o responsável por reestruturar o grupo californiano, em 1991 e curiosamente foi a partir desse ano que a banda começou a sua ascensão, como referido pelo próprio líder do grupo, Fat Mike. El Hefe entrou no grupo após a saída de Steve, que disse em entrevistas ter saído por não aguentar o abuso de drogas por parte da banda.
El Hefe tocava numa banda chamada Crystal Sphere e era amigo de Erik, entrando nos NOFX após a banda fazer vários testes com outros guitarristas. Além de ser um excelente guitarrista, muito rápido e habilidoso, ele toca trompete brilhantemente e é muito carismático. Além disso, imita personagens como Beavis & Butt-Head e Zé Colméia. Ele já foi dono de uma casa noturna chamada Hefe's em Eureka, Califórnia. Atualmente mora em Stevenson Ranch, Califórnia.

## Álbuns que participou desde que entrou na banda
- The Longest Line (1992)
- White Trash, Two Heebs and a Bean (1992)
- Punk In Drublic (1994)
- I Heard They Suck Live (1995)
- Heavy Petting Zoo (1996)
- So Long and Thanks for All The Shoes (1997)
- Pump Up The Valuum (2000)
- NOFX/Rancid BYO Split Series Volume III (2002)
- 45 or 46 Songs That Weren't Good Enough To Go On Our Other Records (2002)
- The War On Errorism (2003)
- Never Trust A Hippy (2006)
- Wolves in Wolves' Clothing (2006)
- Coaster (2009)
- NOFX (2011)
- Self Entitled (2012)
- Stoke Extinguisher (2013)
- First Ditch Effort (2016)
- Single Album (2021)

## Equipamentos que usa
- Guitarra: Fender Telecaster modelo 1978
- Captadores: Seymour Duncan
- Pedal de Wah: Jim Dunlop 535Q Crybaby
- Amplificador: Mesa/Boogie mark III